# The Herd
The Herd (littéralement Le troupeau en français) est un ancien groupe rock britannique, originaire du sud de Londres. Formé originellement de Lou Cennamo à la basse, Terry Clark à la guitare et au chant, Andy Bown aux claviers, basse et chant et Tony Chapman à la batterie, le groupe est rejoint quelques mois plus tard par un jeune guitariste de 16 ans, Peter Frampton.

## Histoire
The Herd est fondé en 1965 dans le sud de Londres. Le groupe enregistre trois singles sans succès avec le label Parlophone. En 1966,  les membres originaux Terry Clark et Louis Cennamo, ainsi que Mick Underwood, quittent le groupe. Le chanteur, Peter Frampton, a 16 ans quand il les rejoint en 1966 et vient de quitter l'école. Les autres membres sont un peu plus âgés. Parlophone ne veut pas signer avec eux, mais Fontana est prêt à leur donner une chance. Ils renvoient leur manager Billy Gaff et engagent les paroliers Ken Howard (en) et Alan Blaikley à la place (ces deux derniers seront à l'origine de la formation du groupe Flaming Youth avec entre autres Phil Collins en 1969).
En 1967, ils sortent I Can Fly (1967) basé sur la légende d'Orphée et Eurydice, qui devient numéro 6 au hit parade anglais.
En 1968 Steele quitte le groupe pour être remplacé par Henri Spinetti. La plupart des chansons de leur premier et unique album Paradise Lost est écrit par Peter Frampton et Andy Bown, tout comme leur single suivant, Sunshine Cottage.
Mécontent de statut d'idole adolescente simpliste, et déçu par l'échec du dernier single, Frampton quitte le groupe en 1968 et rejoint Humble Pie. Les autres membres : Bown, Spinetti et Taylor, sortent un autre single, The Game.

## Membres du groupe
- Louis Cennamo (basse, 1965-1966)[1]
- Terry Clark (guitare, chant 1965-1966)[1]
- Tony Chapman (batterie, 1965-1966)
- Mick Underwood (batterie, 1966)[1] — né Michael John Underwood, le 5 septembre 1945, à Bath, Somerset
- Andy Bown (piano, basse, chant 1965-1969)— né Andrew Steven Bown, le 27 mars 1946, à Londres.
- Gary Taylor (basse) — né Graham Taylor, le 28 novembre 1947, à Walton-on-Thames.
- Peter Frampton (guitare solo, chant 1966-1968) — né Peter Kenneth Frampton, le 22 avril 1950, à Stone Park Hospital, à Beckenham, dans le Kent.
- Andrew Steele (batterie 1966-1968) — né Andrew Roy Malcolm Steele, le 2 août 1941, à Hendon, Londres — décès le 18 avril 2005, en Alaska.
- Henry Spinetti (batterie, a replacé Steele en 1968-1969) — né Henry Anthony George Spinetti, le 31 mars 1951.

## Discographie

### Singles
- 1965 : Goodbye Baby Goodbye b/w Here Comes the Fool (Parlophone R52)
- 1965 : She Was Really Saying Something b/w It’s Been a Long Time Baby (Parlophone R5353)
- 1966 : So Much in Love b/w This Boy’s Always Been True (Parlophone R5413)
- 1967 : I Can Fly b/w Diary of a Narcissist (Fontana TF819)
- 1967 : I Can Fly b/w Understand Me (US Fontana 1588)
- 1967 : From the Underworld b/w Sweet William (Fontana TF856 & US Fontana 1602)
- 1967 : Paradise Lost b/w Come on, Believe Me (Fontana TF887 & US Fontana 1610)
- 1968 : I Don’t Want Our Loving to Die b/w Our Fairy Tale (Fontana TF925 & US Fontana 1618)
- 1968 : Sunshine Cottage b/w Miss Jones (Fontana TF957)
- 1969 : The Game b/w Beauty Queen (Fontana TF1011 & US Fontana 1646)
- 1971 : You’ve Got Me Hangin’ from Your Lovin’ Tree b/w I Don’t Wanna Go to Sleep Again (B & C CB154)

### Albums
- 1968 : Paradise Lost (Fontana STL 5458; En Allemagne, cet album porte un titre différent : Paradise and Underworld)
- 1972 : From the Underworld (Emidisc 1C048-51106)
- 1977 : All About The Herd (Philips RJ7292)
- 1999 : The Fontana Years (Lilith Records 900525 Album double vinyle produit seulement aux Pays-Bas)

### CD
- 1989 : Paradise Lost (Fontana 842760-2)
- 1994 : The Herd Featuring Peter Frampton (Polygram 522746)
- 1995 : From the Underworld: The Singles and More (BR Music BX  451-2)
- 1998 : I Can Fly: The Very Best of The Herd (Collectables Records 5890)
- 1998 : Anthology (MCI Music MCCD352)
- 2000 : Paradise and Underworld (Repertoire REP 4257)
- 2002 : Underworld (Snapper 439; double album)
- 2005 : The Complete Herd: Singles As and Bs (Repertoire REP 5032 ; double album)
- 2006 : Best of the Herd (Repertoire REP 5031)